# War (Funk-Band)/Diskografie
Diese Diskografie ist eine Übersicht über die musikalischen Werke der US-amerikanischen Funkband War. Den Schallplattenauszeichnungen zufolge hat sie bisher mehr als 12,7 Millionen Tonträger verkauft. Ihre erfolgreichsten Veröffentlichungen sind die Alben Greatest Hits und The Best of War and More mit je über einer Million verkauften Einheiten.

## Alben

### Studioalben
| Jahr | Titel                      | Höchstplatzierung, Gesamtwochen, AuszeichnungChartplatzierungen (Jahr, Titel, Platzierungen, Wochen, Auszeichnungen, Anmerkungen) | Höchstplatzierung, Gesamtwochen, AuszeichnungChartplatzierungen (Jahr, Titel, Platzierungen, Wochen, Auszeichnungen, Anmerkungen) | Höchstplatzierung, Gesamtwochen, AuszeichnungChartplatzierungen (Jahr, Titel, Platzierungen, Wochen, Auszeichnungen, Anmerkungen) | Höchstplatzierung, Gesamtwochen, AuszeichnungChartplatzierungen (Jahr, Titel, Platzierungen, Wochen, Auszeichnungen, Anmerkungen) | Anmerkungen |
| Jahr | Titel                      | DE | UK | US | R&B | Anmerkungen |
| ---- | -------------------------- | --- | --- | --- | --- | --- |
| 1970 | Eric Burdon Declares “War” | DE14 (16 Wo.)DE | UK50 (2 Wo.)UK | US18 (27 Wo.)US | R&B47 (5 Wo.)R&B | Erstveröffentlichung: April 1970 Eric Burdon & War Produzent: Jerry Goldstein                                     |
| 1970 | The Black-Man’s Burdon     | DE20 (16 Wo.)DE | UK21 (4 Wo.)UK | US82 (9 Wo.)US | R&B39 (5 Wo.)R&B | Erstveröffentlichung: 22. Dezember 1970 Eric Burdon & War Produzent: Jerry Goldstein                              |
| 1971 | War                        | — | — | US190 (6 Wo.)US | R&B42 (5 Wo.)R&B | Erstveröffentlichung: März 1971 Produzent: Jerry Goldstein                                                        |
| 1971 | All Day Music              | — | — | US16 Gold · (49 Wo.)US | R&B6 (39 Wo.)R&B | Erstveröffentlichung: November 1971 Produzenten: Chris Houston, Jerry Goldstein, War                              |
| 1972 | The World Is a Ghetto      | — | — | US1 Gold · (68 Wo.)US | R&B1 (48 Wo.)R&B | Erstveröffentlichung: November 1972 Produzent: Jerry Goldstein                                                    |
| 1973 | Deliver the Word           | — | — | US6 Gold · (36 Wo.)US | R&B1 (27 Wo.)R&B | Erstveröffentlichung: August 1973 Produzent: Jerry Goldstein                                                      |
| 1975 | Why Can’t We Be Friends?   | — | — | US8 Gold · (31 Wo.)US | R&B1 (23 Wo.)R&B | Erstveröffentlichung: Juni 1975 Produzent: Jerry Goldstein                                                        |
| 1976 | Love Is All Around         | — | — | US140 (5 Wo.)US | — | Erstveröffentlichung: November 1976 War feat. Eric Burdon Produzent: Jerry Goldstein                              |
| 1977 | Galaxy                     | — | — | US15 Gold · (23 Wo.)US | R&B6 (21 Wo.)R&B | Erstveröffentlichung: November 1977 Produzent: Jerry Goldstein                                                    |
| 1978 | Youngblood (Soundtrack)    | — | — | US69 (6 Wo.)US | R&B40 (6 Wo.)R&B | Erstveröffentlichung: Juli 1978 Soundtrack zum gleichnamigen Paul-Carter-Harrison-Film Produzent: Jerry Goldstein |
| 1979 | The Music Band             | — | — | US41 Gold · (16 Wo.)US | R&B11 (19 Wo.)R&B | Erstveröffentlichung: April 1979 Produzent: Jerry Goldstein                                                       |
| 1979 | The Music Band 2           | — | — | US111 (13 Wo.)US | R&B34 (16 Wo.)R&B | Erstveröffentlichung: November 1979 Produzent: Jerry Goldstein                                                    |
| 1982 | Outlaw                     | — | — | US48 (27 Wo.)US | R&B15 (33 Wo.)R&B | Erstveröffentlichung: März 1982 Produzenten: Jerry Goldstein, Lonnie Gordon                                       |
| 1983 | Life (Is so Strange)       | — | — | US164 (4 Wo.)US | R&B36 (10 Wo.)R&B | Erstveröffentlichung: Juli 1983 Produzenten: Jerry Goldstein, Lonnie Gordon                                       |
| 1994 | Peace Sign                 | — | — | US200 (1 Wo.)US | R&B52 (9 Wo.)R&B | Erstveröffentlichung: Juni 1994 Produzenten: Jerry Goldstein, Lonnie Gordon                                       |

Weitere Studioalben
- 1983: The Music Band Jazz
- 1985: Where There’s Smoke
- 1987: On Fire

### Livealben
| Jahr | Titel     | Höchstplatzierung, Gesamtwochen, AuszeichnungChartplatzierungen (Jahr, Titel, Platzierungen, Wochen, Auszeichnungen, Anmerkungen) | Höchstplatzierung, Gesamtwochen, AuszeichnungChartplatzierungen (Jahr, Titel, Platzierungen, Wochen, Auszeichnungen, Anmerkungen) | Höchstplatzierung, Gesamtwochen, AuszeichnungChartplatzierungen (Jahr, Titel, Platzierungen, Wochen, Auszeichnungen, Anmerkungen) | Höchstplatzierung, Gesamtwochen, AuszeichnungChartplatzierungen (Jahr, Titel, Platzierungen, Wochen, Auszeichnungen, Anmerkungen) | Anmerkungen |
| Jahr | Titel     | DE | UK | US | R&B | Anmerkungen |
| ---- | --------- | --- | --- | --- | --- | --- |
| 1974 | War Live! | — | — | US13 Gold · (35 Wo.)US | R&B1 (21 Wo.)R&B | Erstveröffentlichung: März 1974 Aufnahme: 25. November 1972 im High Chaparral, Chicago Produzenten: Jerry Goldstein, War; Doppelalbum |

Weitere Livealben
- 1980: The Music Band Live (Aufnahme: 12. Oktober 1980 in Los Angeles Street; Straßenkonzert mit dem Record Plant Remote Truck)
- 2008: Greatest Hits Live (2 CDs)

### Kompilationen
| Jahr | Titel                    | Höchstplatzierung, Gesamtwochen, AuszeichnungChartplatzierungen (Jahr, Titel, Platzierungen, Wochen, Auszeichnungen, Anmerkungen) | Höchstplatzierung, Gesamtwochen, AuszeichnungChartplatzierungen (Jahr, Titel, Platzierungen, Wochen, Auszeichnungen, Anmerkungen) | Höchstplatzierung, Gesamtwochen, AuszeichnungChartplatzierungen (Jahr, Titel, Platzierungen, Wochen, Auszeichnungen, Anmerkungen) | Höchstplatzierung, Gesamtwochen, AuszeichnungChartplatzierungen (Jahr, Titel, Platzierungen, Wochen, Auszeichnungen, Anmerkungen) | Anmerkungen                                |
| Jahr | Titel                    | DE | UK | US | R&B | Anmerkungen                                |
| ---- | ------------------------ | --- | --- | --- | --- | ------------------------------------------ |
| 1976 | Greatest Hits            | — | — | US— PlatinUS | R&B12 (10 Wo.)R&B | Erstveröffentlichung: September 1976       |
| 1977 | Platinum Jazz            | — | — | US23 Gold · (14 Wo.)US | R&B6 (21 Wo.)R&B | Erstveröffentlichung: Juli 1977            |
| 1987 | The Best of War and More | — | — | US156 Platin · (10 Wo.)US | — | Erstveröffentlichung: Mai 1987             |
| 2003 | The Very Best of War     | — | — | US133 (1 Wo.)US | — | Erstveröffentlichung: Juli 2003            |
| 2014 | Evolutionary             | — | — | US123 (1 Wo.)US | — | Erstveröffentlichung: Mai 2014 Doppelalbum |

Weitere Kompilationen
- 1974: Radio Free War
- 1977: Platinum Funk
- 1978: The Original War
- 1982: The Best of the Music Band
- 1994: Anthology (2 CDs)
- 1995: Best of Eric Burdon & War
- 1996: The Best of War and More … Vol. 2
- 1997: Colección Latina
- 1998: The Cisco Kid and Other Hits
- 1999: Grooves & Messages: The Greatest Hits of War
- 1999: The Music Band Volume 1 & 2
- 2010: Icon: The Hits
- 2011: Icon: The Hits and More (2 CDs)
- 2013: The Music of War 1970–1994 (4 CDs)

## Singles
| Jahr | Titel Album                                                | Höchstplatzierung, Gesamtwochen, AuszeichnungChartplatzierungen (Jahr, Titel, Album, Platzierungen, Wochen, Auszeichnungen, Anmerkungen) | Höchstplatzierung, Gesamtwochen, AuszeichnungChartplatzierungen (Jahr, Titel, Album, Platzierungen, Wochen, Auszeichnungen, Anmerkungen) | Höchstplatzierung, Gesamtwochen, AuszeichnungChartplatzierungen (Jahr, Titel, Album, Platzierungen, Wochen, Auszeichnungen, Anmerkungen) | Höchstplatzierung, Gesamtwochen, AuszeichnungChartplatzierungen (Jahr, Titel, Album, Platzierungen, Wochen, Auszeichnungen, Anmerkungen) | Höchstplatzierung, Gesamtwochen, AuszeichnungChartplatzierungen (Jahr, Titel, Album, Platzierungen, Wochen, Auszeichnungen, Anmerkungen) | Anmerkungen                                                                                                  | [↑]: gemeinsam behandelt mit vorhergehendem Eintrag; [←]: in beiden Charts platziert |
| Jahr | Titel Album                                                | DE | UK | US | R&B | Dance | Anmerkungen                                                                                                  |                                                                                      |
| ---- | ---------------------------------------------------------- | --- | --- | --- | --- | --- | --- | ------------------------------------------------------------------------------------ |
| 1970 | Spill the Wine Eric Burdon Declares "War"                  | DE28 (6 Wo.)DE | — | US3 Gold · (21 Wo.)US | — | — | Erstveröffentlichung: April 1970 Eric Burdon & War Autoren: War                                              |                                                                                      |
| 1970 | They Can’t Take Away Our Music The Black-Man’s Burdon      | — | — | US50 (8 Wo.)US | — | — | Erstveröffentlichung: Dezember 1970 Eric Burdon & War Autoren: War                                           |                                                                                      |
| 1971 | Lonely Feelin’ War                                         | — | — | — | R&B38 (3 Wo.)R&B | — | Erstveröffentlichung: April 1971 Autoren: War                                                                |                                                                                      |
| 1971 | All Day Music                                              | — | — | US35 (11 Wo.)US | R&B18 (11 Wo.)R&B | — | Erstveröffentlichung: Juli 1971 Autoren: War                                                                 |                                                                                      |
| 1971 | Get Down All Day Music                                     | — | — | —[R&B: ↑] | R&B18 (11 Wo.)R&B | — | Erstveröffentlichung: B-Seite von All Day Music Autoren: War                                                 |                                                                                      |
| 1972 | Slippin’ into Darkness All Day Music                       | — | — | US16 Gold · (22 Wo.)US | R&B12 (12 Wo.)R&B | — | Erstveröffentlichung: November 1971 R&B Hall of Fame Autoren: War                                            |                                                                                      |
| 1972 | The World Is a Ghetto                                      | — | — | US7 Gold · (16 Wo.)US | R&B3 (15 Wo.)R&B | — | Erstveröffentlichung: November 1972 Autoren: War                                                             |                                                                                      |
| 1973 | The Cisco Kid The World Is a Ghetto                        | — | — | US2 Gold · (15 Wo.)US | R&B5 (8 Wo.)R&B | — | Erstveröffentlichung: Januar 1973 Autoren: War                                                               |                                                                                      |
| 1973 | Gypsy Man Deliver the Word                                 | — | — | US8 (13 Wo.)US | R&B6 (14 Wo.)R&B | — | Erstveröffentlichung: Juli 1973 Autoren: War                                                                 |                                                                                      |
| 1973 | Me and Baby Brother Deliver the Word                       | — | UK21 (7 Wo.)UK | US15 (15 Wo.)US | R&B18 (12 Wo.)R&B | — | Erstveröffentlichung: Oktober 1973 Charteintritt in UK erst im Juni 1976 Autoren: War                        |                                                                                      |
| 1974 | Ballero Radio Free War                                     | — | — | US33 (10 Wo.)US | R&B17 (11 Wo.)R&B | — | Erstveröffentlichung: Mai 1974 Autoren: War                                                                  |                                                                                      |
| 1975 | Why Can’t We Be Friends?                                   | — | — | US6 Gold · (20 Wo.)US | R&B9 (16 Wo.)R&B | — | Erstveröffentlichung: April 1975 Autoren: War, Jerry Goldstein                                               |                                                                                      |
| 1975 | Low Rider Why Can’t We Be Friends?                         | — | UK12 Silber · (7 Wo.)UK | US7 Gold · (15 Wo.)US | R&B1 (15 Wo.)R&B | — | Erstveröffentlichung: August 1975 Autoren: War, Jerry Goldstein                                              |                                                                                      |
| 1976 | Summer Greatest Hits                                       | — | — | US7 Gold · (16 Wo.)US | R&B4 (14 Wo.)R&B | — | Erstveröffentlichung: 21. Juni 1976 Autoren: War, Jerry Goldstein                                            |                                                                                      |
| 1977 | L. A. Sunshine Platinum Jazz                               | — | — | US45 (10 Wo.)US | R&B2 (17 Wo.)R&B | — | Erstveröffentlichung: Juni 1977 Autoren: War, Jerry Goldstein                                                |                                                                                      |
| 1977 | Galaxy                                                     | — | UK14 (7 Wo.)UK | US39 (9 Wo.)US | R&B5 (18 Wo.)R&B | Dance8 (15 Wo.)Dance | Erstveröffentlichung: November 1977 Autoren: War, Jerry Goldstein                                            |                                                                                      |
| 1978 | Hey Señorita Galaxy                                        | — | UK40 (2 Wo.)UK | — | R&B70 (6 Wo.)R&B | — | Erstveröffentlichung: März 1978 Autoren: War, Jerry Goldstein                                                |                                                                                      |
| 1978 | Youngblood (Livin’ in the Streets) Youngblood (Soundtrack) | — | — | — | R&B21 (15 Wo.)R&B | Dance19 (5 Wo.)Dance | Erstveröffentlichung: Juni 1978 Autoren: War, Jerry Goldstein                                                |                                                                                      |
| 1978 | Sing a Happy Song Youngblood (Soundtrack)                  | — | — | — | R&B87 (3 Wo.)R&B | — | Erstveröffentlichung: Oktober 1978 Autoren: War, Jerry Goldstein                                             |                                                                                      |
| 1979 | Good Good Feelin’ The Music Band                           | — | — | — | R&B12 (16 Wo.)R&B | Dance49 (11 Wo.)Dance | Erstveröffentlichung: Februar 1979 Autoren: War, Jerry Goldstein                                             |                                                                                      |
| 1979 | Don’t Take It Away The Music Band 2                        | — | — | — | R&B32 (13 Wo.)R&B | — | Erstveröffentlichung: Dezember 1979 Autoren: War, Jerry Goldstein                                            |                                                                                      |
| 1980 | I’ll Be Around The Music Band 2                            | — | — | — | R&B96 (3 Wo.)R&B | — | Erstveröffentlichung: März 1980 Autoren: War, Jerry Goldstein                                                |                                                                                      |
| 1981 | Cinco de Mayo Outlaw                                       | — | — | — | R&B90 (5 Wo.)R&B | — | Erstveröffentlichung: Mai 1981 Autoren: War, Jerry Goldstein                                                 |                                                                                      |
| 1982 | You Got the Power Outlaw                                   | — | UK58 (4 Wo.)UK | US66 (6 Wo.)US | R&B18 (13 Wo.)R&B | Dance6 (15 Wo.)Dance | Erstveröffentlichung: Februar 1982 Autoren: War, Jerry Goldstein                                             |                                                                                      |
| 1982 | Outlaw                                                     | — | — | US94 (3 Wo.)US | R&B13 (16 Wo.)R&B | — | Erstveröffentlichung: Mai 1982 Autoren: War, Jerry Goldstein                                                 |                                                                                      |
| 1983 | Life (Is so Strong) Life (Is so Strange)                   | — | — | — | R&B50 (7 Wo.)R&B | — | Erstveröffentlichung: Mai 1983 Autoren: War, Jerry Goldstein                                                 |                                                                                      |
| 1985 | Groovin’ Where There’s Smoke                               | — | UK43 (5 Wo.)UK | — | R&B79 (4 Wo.)R&B | — | Erstveröffentlichung: Februar 1985 Autoren: Felix Cavaliere, Eddie Brigati Original: The Young Rascals, 1967 |                                                                                      |
| 1987 | Livin’ in the Red The Best of War and More                 | — | — | — | R&B98 (3 Wo.)R&B | — | Erstveröffentlichung: Februar 1987 Autoren: Harold Brown, Milton Myrick, Moses Wheelock, Jerry Goldstein     |                                                                                      |
| 1987 | Low Rider (Remix) The Best of War and More                 | — | UK98 (2 Wo.)UK | — | R&B59 (11 Wo.)R&B | — | Erstveröffentlichung: Mai 1987 Remix: Arthur Baker                                                           |                                                                                      |
| 1991 | Low Rider (On the Boulevard) –                             | — | — | US54 (11 Wo.)US | — | — | Erstveröffentlichung: Juli 1991 Latin Alliance feat. War Produzenten: Kid Frost, Tony G, Will Roc            |                                                                                      |
| 1994 | Peace Sign                                                 | — | — | — | R&B64 (10 Wo.)R&B | — | Erstveröffentlichung: Mai 1994 Autoren: Harold Brown, Milton Myrick, Howard Scott                            |                                                                                      |

grau schraffiert: keine Chartdaten aus diesem Jahr verfügbar
Weitere Singles
- 1970: Home Cookin’ (Eric Burdon & War; Promo)
- 1971: Sun Oh Son
- 1971: Paint It Black (Eric Burdon & War)
- 1978: Baby Face (She Said Do Do Do Do)
- 1979: I’m the One Who Understands
- 1980: I’ll Take Care of You
- 1982: Just Because
- 1982: Baby It’s Cold Outside (Promo)
- 1989: Heartbeat (Remix) (Ice-T mit War)
- 1994: Da Roof
- 1994: Angel (mit Lonnie Gordon)
- 1996: Spill the Wine (Junior Vasquez Remixes) (Eric Burdon & War)
- 1999: Slippin into Darkness 1999
- 1999: Galaxy 2000

## Videoalben
- 2007: Loose Grooves: Funkin’ Live in England 1980
- 2007: Live: 1980 Halifax
- 2011: The Lost Broadcasts (Eric Burdon & War)

## Statistik

### Chartauswertung
|                     | DE    | UK    | US     | R&B      |
| ------------------- | ----- | ----- | ------ | -------- |
| Nummer-eins-Alben   | DE—DE | UK—UK | US1US  | R&B4R&B  |
| Top-10-Alben        | DE—DE | UK—UK | US3US  | R&B7R&B  |
| Alben in den Charts | DE2DE | UK2UK | US20US | R&B17R&B |

|                       | DE    | UK    | US     | R&B      | Dance       |
| --------------------- | ----- | ----- | ------ | -------- | ----------- |
| Nummer-eins-Singles   | DE—DE | UK—UK | US—US  | R&B1R&B  | Dance—Dance |
| Top-10-Singles        | DE—DE | UK—UK | US7US  | R&B8R&B  | Dance2Dance |
| Singles in den Charts | DE1DE | UK7UK | US17US | R&B27R&B | Dance4Dance |

### Auszeichnungen für Musikverkäufe
| Platin-Schallplatte - Neuseeland - 2024: für die Single Low Rider |

Anmerkung: Auszeichnungen in Ländern aus den Charttabellen bzw. Chartboxen sind in ebendiesen zu finden.
| Land/RegionAuszeichnungen für Musikverkäufe (Land/Region, Auszeichnungen, Verkäufe, Quellen) | Silber  | Gold       | Platin     | Verkäufe   | Quellen          |
| -------------------------------------------------------------------------------------------- | ------- | ---------- | ---------- | ---------- | ---------------- |
| Neuseeland (RMNZ)                                                                            | —       | —          | Platin1    | 30.000     | radioscope.co.nz |
| Vereinigte Staaten (RIAA)                                                                    | —       | 15× Gold15 | 2× Platin2 | 12.500.000 | riaa.com         |
| Vereinigtes Königreich (BPI)                                                                 | Silber1 | —          | —          | 200.000    | bpi.co.uk        |
| Insgesamt                                                                                    | Silber1 | 15× Gold15 | 3× Platin3 |            |                  |